# Atraphaxis billardierei
Atraphaxis billardierei är en slideväxtart. Atraphaxis billardierei ingår i släktet Atraphaxis och familjen slideväxter.

## Underarter
Arten delas in i följande underarter:
- A. b. billardierei
- A. b. tournefortii